# Yorkshireterriër

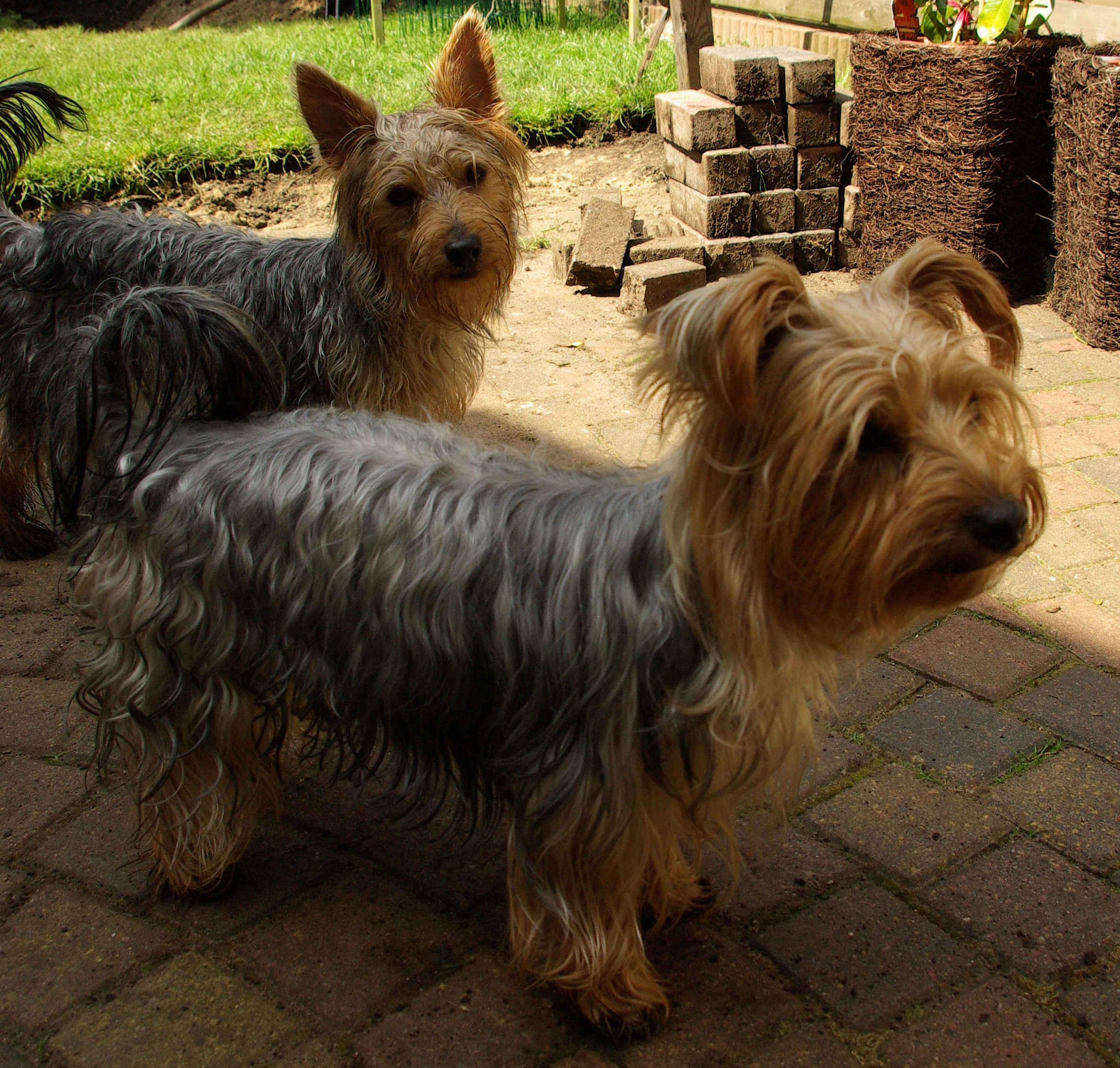
Yorkshireterriërs

De yorkshireterriër, ook wel yorkshire of kortweg yorkie, is een hondenras.

## Herkomst
De herkomst van de yorkshireterriër gaat terug naar de negentiende eeuw, toen Schotse textielarbeiders hun terriërs kruisten met de plaatselijke terriërs in de streek rond Glasgow in het graafschap York. De vermoedelijke voorouders van de yorkshireterriër zijn de clydesdaleterriër en/of de paisleyterriër, de Schotse black-and-tanterriër, de brokenhairedterriër (vandaag de dag uitgestorven), de cairnterriër en de maltezer.
In 1886 kreeg de yorkshireterriër zijn huidige naam en in 1898 werd voor het eerst de rasstandaard voor de yorkshireterriër gepubliceerd.

## Algemeen
De yorkshireterriër is, mits goed gesocialiseerd, sociaal naar andere honden toe en is trouw aan zijn baasje. Hij heeft een pittig karakter, wat vaak onderschat wordt vanwege zijn geringe grootte en zijn schattige oogjes.
Vroeger werd de yorkshireterriër gebruikt om op ratten te jagen en dit is nog altijd in hun karakter te herkennen. Vaak zijn ze vrij agressief, zeer snel en niet snel moe. Verder worden ze omschreven als aanhankelijk, moedig, pienter en een goede waker.
De yorkshire-eigenschappen overheersen vaak bij kruisingen. Yorkshireterriërs hebben normaal gesproken de oren in een V-vorm.

## Uiterlijk
De schouderhoogte bedraagt tot ongeveer 25 centimeter en het gewicht ligt tussen de 2,4 en 3,1 kilogram.